# 지나 로드리게스
지나 로드리게스(Gina Rodriguez, 1984년 7월 30일 ~ )는 미국의 배우이다.

## 출연 작품
- 페르디난드
- 서던 리치: 소멸의 땅
- 스몰풋
- 스파이 키드: 아마겟돈 - 노라 토레스 역